# Джеймс С. Акерман
Джеймс Слосс Акерман (англ. James Sloss Ackerman; 8 листопада 1919 — 31 грудня 2016) — американський історик архітектури, визначний дослідник архітектури Мікеланджело, Палладіо та теорії архітектури італійського Відродження.
У 2017 році Акермана нагородили премією імені Генрі Гоупа Ріда.

## Біографія
Джеймс Акерман народився 8 листопада 1919 року в Сан-Франциско. Він навчався в школі Кейта в Карпінтерії, штат Каліфорнія, яку закінчив у 1937 році, а потім вступив до Єльського університету. У Єлі, протягом 1938—1941 років, він потрапив під вплив Анрі Фосійона. Його дипломна робота була в Інституті образотворчих мистецтв Нью-Йоркського університету (магістр 1947, доктор філософії 1952), де він навчався у Річарда Краутгаймера та Ервіна Панофскі. Навчання перервала служба під час Другої світової війни в армії США в Італії, яка, однак, дала йому можливість покращити розуміння архітектури італійського Відродження. Там він добровільно почав працювати на Комісію з питань памяток та образотворчого мистецтва Мілану (англ. Monuments and Fine Arts Commission in Milan), де він мав відновити архіви, збережені в монастирі Чертоза-ді-Павія. Він був науковим співробітником Американської академії в Римі (1949—1952). Він викладав у Берклі та з 1960 року в Гарварді як професор образотворчого мистецтва імені Артура Кінґслі Портера (англ. Arthur Kingsley Porter) до свого виходу на пенсію в 1990 році.
Він був редактором «The Art Bulletin» (укр. Мистецький бюлетень) (1956—1960) та «Annali d'architettura» (укр. Аннали архітектури). 1963 року Акермана обрали членом Американської академії мистецтв і наук. Він був членом Американського філософського товариства та членом-кореспондентом Британської академії, Баварської академії наук, Олімпійської академії у Віченці, Атенео Венето, Академії Сан-Лука в Римі та Королівського товариства наук в Упсалі. Він читав лекції у школі мистецтв імені Слейда в Кембриджі в 1969—1970 роках. Він отримав шість почесних докторських ступенів і став «великим офіцером» ордена «За заслуги перед Італійською Республікою», почесним громадянином Падуї та отримав спеціальну нагороду «Золотий лев» на Венеціанському бієнале архітектури 2008 року.
Коли він почав викладати в Школі архітектури Каліфорнійського університету в Берклі восени 1952 року, Акерман став їхнім першим штатним істориком архітектури.
Він помер 31 грудня 2016 року у віці 97 років.

## Нагороди
Його нагородили премією Бальцана 2001 року за досягнення в історії архітектури та урбаністики та згадкою у премії Пола Крістеллера 2001 року від Американського товариства епохи Відродження за визначні досягнення. Акерман задумав і озвучив фільми, зняті Джоном Террі (англ. John Terry) «У пошуках Риму епохи Відродження» (англ. Looking for Renaissance Rome; 1975, з Кетлін Вейл-Ґарріс Брандт (англ. Kathleen Weil-Garris Brandt)) і «Архітектор Палладіо та його вплив в Америці» (англ. Palladio the Architect and His Influence in America; 1980).
2017 року, посмертно, нагороджено премією імені Генрі Гоупа Ріда. Нагороду отримала його дружина Джілл Слосбурґ-Акерман.

## Вибрані видання
Окрім численних статей, Акерман написав:
- «Бульведерський палац» (англ. The Cortile del Belvedere; 1954) — базувалося на його докторській дисертації про розширення Ватиканського палацу в епоху Відродження.
- «Архітектура Мікеланджело» (англ. The Architecture of Michelangelo; 2 томи, 1961; версія в м'якій палітурці зі скороченим другим томом, 1986) — том I є критичним оглядом практики та теорії архітектора, а том II містить вичерпний каталог переважно незавершених будівель Мікеланджело, використовуючи архітектурні креслення та сучасні архівні та графічні джерела. Робота отримала премію Хічкока Товариства істориків архітектури.
- «Палладіо» (англ. Palladio; серія «Архітектор і суспільство» від Pelican Books (1966; 1977, 2008)) — після вступного розділу «Палладіо та його часи» йдуть розділи, в яких обговорюються приклади вілл Палладіо, громадської та домашньої архітектури, церковної архітектури та принципів його дизайнів і практики.
- «Вілли Палладіо» (англ. Palladio's Villas; 1967)
- «Вілла: форма та ідеологія заміських будинків» (англ. The Villa: Form and Ideology of Country Houses; 1990) — огляд заміських будинків від римських часів до Ле Корбюзьє та Райта.
- «Джеймс Акерман, історик мистецтва» (англ. James Ackerman Art Historian; 1992) — інтерв'ю для фонду Getty Foundation і UCLA.
- «Точки відстані: дослідження теорії та мистецтва та архітектури епохи Відродження» (англ. Distance Points: Studies in Theory and Renaissance Art and Architecture; MIT Press, 1991) — сім есе, присвячених теорією критики та відносинами архітектури та науки в епоху Відродження, з окремими дослідженнями робіт Леона-Баттісти Альберті та Леонардо.
- «Походження, наслідування, конвенції: репрезентація у візуальних мистецтвах» (англ. Origins, Imitation, Conventions: Representation in the Visual Arts; MIT Press, 2002) — збірка із дванадцяти есе.

## Виноски
1. 1 2  https://archpaper.com/2017/01/james-ackerman-died/
2. ↑  SNAC — 2010.
3. 1 2  Музей Соломона Гуггенгайма — 1937.
4. ↑  http://itatti.harvard.edu/news/professor-james-ackerman-i-tattis-selection-committee-dies-december-31-2016
5. ↑  LIBRIS — Королівська бібліотека Швеції, 2007.
6. ↑  Bibliothèque nationale de France BNF: платформа відкритих даних — 2011.
7. ↑  CONOR.Sl
8. ↑  Dictionary of Art Historians
9. ↑  http://www.accademiasanluca.eu/it/accademici/id/1083/
10. ↑  Michael J. Waters. Remembering James Sloss Ackerman (1919–2016), the preeminent American scholar of Italian Renaissance architecture. www.archpaper.com. Процитовано 21 серпня 2022.
11. 1 2  Grimes, William. James S. Ackerman, Author of Enduring Books on Architecture, Dies at 97. www.nytimes.com. Процитовано 21 серпня 2022.
12. ↑  California, Birth Index, 1905–1995. FamilySearch. Процитовано 22 серпня 2013.
13. ↑  James Sloss Ackerman '37 (PDF). Cate School. Cate School. Архів оригіналу (PDF) за 23 вересня 2015. Процитовано 13 серпня 2015.
14. ↑  Book of Members, 1780–2010: Chapter A (PDF). American Academy of Arts and Sciences. Процитовано 1 квітня 2011.
15. ↑  Ackerman residence. Greenwood Common. Environmental Design Archives Virtual Collections. Процитовано 19 жовтня 2020.
16. ↑  James Ackerman, esteemed architectural historian, has died. 4 січня 2017.
17. ↑  James Sloss Ackerman: Premio Balzan 2001 per la storia dell'architettura. www.balzan.org. Процитовано 21 серпня 2022.
18. ↑  James Sloss Ackerman. architecture.nd.edu. Процитовано 21 серпня 2022.
19. ↑  Jill Slosburg-Ackerman accepts 2017 Henry Hope Reed Award on behalf of James Sloss Ackerman. School of Architecture.